# Древнеевропейская гидронимия

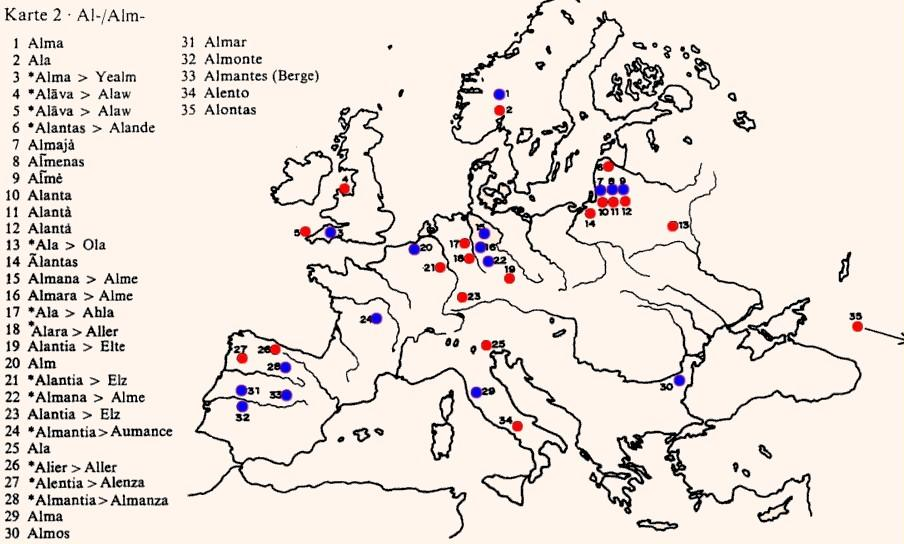
Древнеевропейская гидронимическая карта для корня *al-, *alm-.

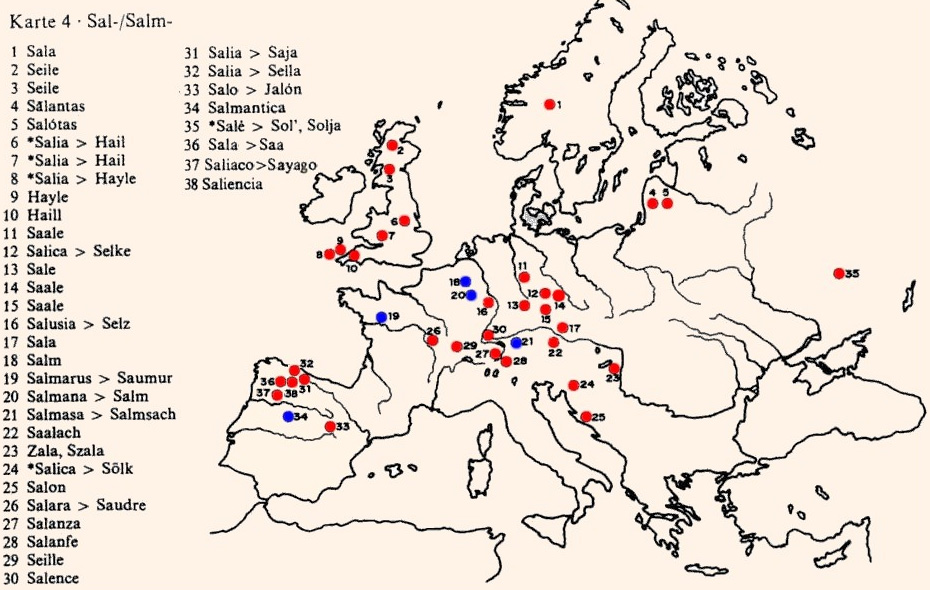
Древнеевропейская гидронимическая карта для корня *Sal-, *Salm-.

Древнеевропейская гидронимия (нем. alteuropäische Hydronymie) — древнейшие (предположительно докельтские и догерманские) названия рек и водоёмов в Центральной и Западной Европе. Термин «древняя Европа» ввёл Ханс Краэ в своей работе 1964 г. Краэ относил данные гидронимы к бронзовому веку, 2 тысячелетию до н. э. Открытым остаётся вопрос об индоевропейском или ином происхождении данных гидронимов.
Краэ обнаружил, что общие корни в «древнеевропейских» названиях рек встречаются в регионе Балтийского моря, на юге Скандинавии, в Центральной Европе, Франции, на Британских островах, Иберийском и Апеннинском полуостровах. На этих землях позднее проживали носители «кентумных» индоевропейских языков — кельтских, италийских, германских и иллирийского, а также «сатемных» балтийских. Исключением являются Балканы, Греция и Восточная Европа.
В дальнейшем теорию Краэ поддержал Тео Феннеманн.

## Примеры

### Корень -Dur-
«Dur», докельтский корень, обозначающий «вода» или «река».
- Адур (Франция),
- Дор (Франция),
- Дорон (Франция),
- Дордонь < Durānius (Франция),
- Дуэро (Португалия, Испания),
- Дрон (Франция),
- Дро Dropt < лат. Drotius (Франция),
- Драв, а также, возможно, Драк (Франция),
- Драва (Италия, Австрия, Словения, Хорватия, Венгрия)
- Драва (Польша),
- Дюранс (Франция),
- Дюренк, Durenque, приток реки Агу Agout (Франция)
- Эдер, приток реки Фульда (Германия)
- Одер (Германия, Польша)

### Другие примеры
- *el-/*ol-: Альмар, Альмонте, Аленса
- *ser-/*sor-: Харама, Харамильо, Сарриа, Сорбес, Саар
- *sal-: Селья, Халон, Саламанка, Халима (река на границе между регионами Касерес, Саламанка и Португалией)
- *albh-: Альба, Эльба.
- суффикс -antia: Алесантия и современные гидронимы Арансуэло, Арланса и Арлансон.